# Olszowiec (powiat tomaszowski)
Olszowiec – wieś w Polsce położona w województwie łódzkim, w powiecie tomaszowskim, w gminie Lubochnia.
W latach 1975–1998 miejscowość należała administracyjnie do województwa piotrkowskiego.
Przez miejscowość przepływa rzeczka Lubochenka, lewobrzeżny dopływ Czarnej.
Zwyczajowo Olszowiec dzieli się na: Olszowiec Kijowy, Żabie Dołki, Olszowiec Wólka.